# Tierralta
Tierralta est une municipalité située dans le département de Córdoba, en Colombie.

## Histoire
Le municipio de Tierralta a joué un rôle important pendant le conflit armé colombien. C'était l'une des zones où les paramilitaires des Autodéfenses unies de Colombie (AUC) étaient les plus présents.
Le 23 juillet 2001 est signé à Tierralta le pacte de Ralito par 4 paramilitaires - dont son instigateur Salvatore Mancuso -, 26 gouverneurs, députés, maires ou hommes politiques - dont le maire de Tierralta lui-même, Sigifredo Senior -, et 6 éleveurs ou autres personnes. La réunion s'est déroulée dans la ferme de Santa Fe de Ralito appartenant au paramilitaire Salomón Feris Chadid, alias 08. Les signataires se donnent « la tâche irrévocable de refonder notre patrie, [...] dans un espace où chacun a droit à la propriété ». Le pacte est un des éléments notables du scandale de la para-politique.
Deux ans plus tard, le 15 juillet 2003, l'accord de Santa Fe de Ralito y est signé entre le gouvernement d'Álvaro Uribe, représenté par Luis Carlos Restrepo, Haut-commissaire pour la paix, et les AUC, en vue de « rétablir le monopole du pouvoir dans les mains de l'État ».